# アサシンズプライド
『アサシンズプライド』（ASSASSINS PRIDE）は、天城ケイによる日本のライトノベルおよびそれを原作とするメディアミックス作品。イラストはニノモトニノが担当している。略称は「アサプラ」。富士見ファンタジア文庫（KADOKAWA）より2016年1月から刊行されている。
第28回ファンタジア大賞大賞受賞作。2022年2月時点で小説とコミカライズを合算したシリーズ累計部数は120万部（電子版含む）を突破している。
2019年10月から12月までテレビアニメが放送された。

## あらすじ
世界観
この世は太陽や月がなく、自然の光が伝説として語り継がれている暗闇の世界。そして、暗闇の中で人は生きることはできない。そんな世界にたった一つの光があった。人類最後の砦であり生命線である都市国家フランドールは、いわば大地に突き立てられた巨大なシャンデリア。キャンベルと呼ばれる超規模のガラス容器の群れによって、人為的に灯かりを得ることを可能としている。国家は特権階級の住む聖王区を取り囲むように24のキャンベルが密集している。マナという概念が存在し、能力を持つものは貴族階級として特別視されている。フランドールの外側を取り囲む暗闇「夜界」は呪われた夜といわれ、その領域での生息を可能とする生物はランカンスロープと呼ばれており、謎に包まれている。
小説第1巻　『暗殺教師と無能才女』
貴族の家に生まれながらマナを発現できずに無能才女とあだ名されていたメリダ＝アンジェル、その原因に三大騎士公爵家の血を持たない亡き母親の不倫が疑われていた。そこで、メリダの母方の祖父モルドリュー卿の依頼を受け白夜騎兵団から派遣された一人の17歳の青年は、メリダを騎士公爵家にふさわしい人材に育て上げる家庭教師となってほしいという内容の依頼を上司から提示される。青年は上司である男と共に不倫相手と見られる男のもとを訪れるが、既に彼は何者かによって尋問・殺害された後だった。その何者かと遭遇した青年は交戦するも取り逃がしてしまう。
その後、青年は屋敷に到着すると屋敷のメイド長エイミーと2人のメイドに迎えられ、事前に用意していたクーファ＝ヴァンピールという偽名で自己紹介し、メリダと初対面する。クーファは付き人としてメリダの通う聖フリーデスウィーデ女学院に同行し、メリダが同学年のネルヴァ＝マルティーリョ達にマナを持たない理由でいじめられていること、既に聖騎士の位階に目覚めている分家のエリーゼ＝アンジェルと仲たがいしていること、練武場のテストでの無様な姿を目の当たりにする。一日を通して、周囲に蔑まれるメリダを見るに堪えたクーファは、二つ目の任務であるメリダ暗殺を遂行しようとするが、ランカンスロープに嬲られながらも両親の子供だと証明するため助けも呼ばないメリダの姿に心を動かされ、自分のマナをメリダに移植させ侍のマナ能力者として覚醒させる。クーファは自分がメリダに肩入れしていることをクライアントや白夜騎兵団に隠し通し、かつメリダには自分が暗殺者であると悟られずに公爵家にふさわしいマナ能力者に育て上げるという使命を背負うこととなる。
翌日、二人はエリーゼとクーファと同じ時期にエリーゼの家庭教師となったロゼッティ＝プリケットと遭遇する。学期末公開試合一回戦でメリダは練習の成果を遺憾なく発揮し、ネルヴァと一対一の真剣勝負で勝利、聴衆を大きくどよめかせた。ネルヴァはメリダの実力を認めこれまでの事を謝罪し、関係性を改善する。次の試合では、エリーゼのユニットと当たり、敵味方を無視して大燭台を鎮火したエリーゼにより完敗に終わる。
メリダとエリーゼは試合での戦績を讃えられ、サークレット・ナイトの優秀な生徒だけが選ばれるパレードに招待される。パレード開始前、メリダとエリーゼが人込みから離れ二人きりになったところを、メリダの位階に気づいたモルドリュー卿の差し金により派遣された黎明戯兵団のウィリアム・ジンを筆頭とする集団が連れ攫う。メリダの母の不倫相手を殺害したのは彼の仕業であった。ジンはエリーゼのマナをメリダに移植するべく位階変異術を執り行おうとするが、メリダの潜在能力に脅威を抱き、排除しようとする。その最中、お嬢様二人の行方不明を聞き駆け付けたクーファとロゼッティが阻止に現れる。二人の一体となった連携攻撃が、取り巻きのランカンスロープを一蹴。クーファは口封じのため、その場から立ち去ったジンを見つけ出し戦闘を開始。ホーンテッド・キマイラもジン側に加わった2対1での戦闘で満身創痍となるも、隠された吸血鬼の力を解放したことでキマイラを撃滅し、ジンを萎縮させ、嘘の報告書を依頼者に送るように指示した。
一件の後、クーファはメリダを誰もが認める能力者へ導くと約束する。
小説第2巻　『暗殺教師と女王選抜選』
夏休みを終えたフリーデスウィーデ女学院では、ドートリッシュ女学園との共同イベントルナ・リュミエール選抜戦が行われようとしていた。このためメリダとエリーゼ、その家庭教師達は、一ヶ月間邸宅を離れ学院での寮生活を送ることとなる。しかしクーファの報告に不信感を抱いた白夜騎兵団のブラック＝マディアが侵入しメリダがマナに目覚めた理由を調べる。家庭教師達はその事態を認識し、マディアに手出しをさせないように警戒しつつ行動を起こしていたが、候補生発表の際にトラブル発生。フリーデスウィーデ側の候補生の名前が「アンジェル」に書き換えられてしまっていた。フリーデスウィーデ学院長であるシャーロット＝ブラマンジェは2校の交友関係と騎士公爵家であるアンジェル家の尊厳の保護を優先し、急遽メリダとエリーゼを正式な候補生として出場させる。
ドートリッシュ側も候補生を低学年の生徒に改め、「プリンス」と称される二年生のキーラ＝エスパーダと竜騎士の血筋を繋ぐ一年生のサラシャ＝シクザールが選ばれる。その後、学院内では様々な裏工作が行われる。第三の試練でメリダとエリーゼとの直接対決が実現。心で真剣に向き合おうとしたメリダがエリーゼを打ち倒し何年もの間蔓延り続けたメリダとエリーゼの間の不和も解消された。その直後マディアからの強襲を受け試練が荒らされてしまうが、メリダ達候補生らと遅れて駆け付けた家庭教師2人が事態を収束する。結果ルナには固定票の多いキーラが選ばれ、一ヶ月をかけて行われたルナ・リュミエール選抜戦は閉幕する。しかし、一連の騒動の裏でメリダのマナを解析していた魔騎士の血筋を繋ぐドートリッシュ女学園一年生のミュール＝ラ・モールはメリダの階位が聖騎士ではないと突き止める。
小説第3巻　『暗殺教師と運命法廷』
クーファがメリダの家庭教師に就任してから半年が経過、学院では進級・卒業の季節がきていた。そんな全校集会の場でメリダとエリーゼは学院長から1年生でルナ・リュミエール候補生に選ばれたことを関係者に納得させるためビブリアゴート司書官認定試験の受験を提案される。しかし、返事をする前に全校集会の場にメリダの父親を名乗るピエロマスクの男が乱入し世間はメリダの出生の秘密を巡り騒然となる。そんな中、クーファは学院長から打診されたビブリアゴート司書官認定試験で合格することで世間に認めさせるように提案、メリダとエリーゼはビブリアゴート司書官認定試験を受けることになった。
試験当日、迷宮に向かうメリダを見送るクーファだったが、メリダの父親フェルグス＝アンジェルがやってきてメリダを退学させ連れ帰ることを宣言、反対するクーファは自分の覚悟を証明するために聖都親衛隊の精鋭三人との試合をすることになるが、その直後に黎明戯兵団から犯行予告が届いた。
そのころ迷宮内部では集会での出来事を知る学院の関係者全員を消し去ろうとするモルドリュー卿の差し金で黎明戯兵団が昇降機を破壊、さらに革新派が使った魔導書により受験者達や教師陣が離れ離れになってしまう。受験者達を引き連れて最上階を目指していた学院長たちはクーファやジンの力添えにより侵入者を退け外部への避難に成功。学院のほうを襲っていた黎明戯兵団もマディアに倒される。
一方、わけもわからず二人だけになったメリダとエリーゼはミュールとサラシャに遭遇し共に試験に合格する。しかし革新派だったミュールとサラシャによってメリダとエリーゼは革新派が用意した裁判所に閉じ込められる。合格証の収納本の記述からメリダの階位が侍であるという確実な情報を握った革新派たちに捲し立てられるが、亡き母親の名誉を守るため決して折れないメリダ。そこで、革新派の先導者であるセルジュ＝シクザールは試練としてメリダをサラシャと戦わせる。位階やステータスの差をものともせずサラシャを倒すメリダの姿に、革新派にも本当にメリダがアンジェル騎士公爵家の娘ではないかと動揺が走り、セルジュは魔法書を発動させ、集会でメリダの父親を名乗ったピエロマスクの男ビジュー＝ニーズを残し裁判所での出来事を取り消そうとするが、駆け付けたクーファがビジューを倒し四人の公爵家令嬢は救助される。事件後、セルジュはビジューを始末し今回の失敗をビジューが独断でメリダの父親を名乗り革新派を先導し自分がそれを暴いたということで処理、モルドリュー卿も言い逃れて黎明戯兵団とのつながりは証明されなかった。
数日後、クーファは試験での混乱により延期を余儀なくされていたフェルグス率いる聖都親衛隊の精鋭との決闘を行う。ロゼッティの助けも受けてフェルグスと一対一の勝負に持ち込み、フェルグスがクーファが勝つように仕向け決闘は終わる。

## 登場人物
声の項は特記がない限りテレビアニメ版の声優を示す。

### 主要キャラクター
クーファ＝ヴァンピール
声 - 小野友樹 / 小野大輔（オーディオドラマ第1弾） / 梅原裕一郎（オーディオドラマ第2弾）
位階：侍
本作の主人公。17歳。白夜騎兵団の暗殺者。母親とともに夜界からフランドールに流れ着いた過去を持ち、母の死後、白夜騎兵団に拾われて暗殺者（アサシン）となった。
「クーファ＝ヴァンピール」という偽名を用いてメリダの家庭教師を務めると同時に、メリダに聖騎士としての成長が見込めない場合は暗殺するという任務を負う。家庭教師として派遣された初日の夜、メリダに成長の見込みがないと判断して暗殺を決行しようとするが、メリダがランカンスロープに襲われているところを目撃し、無力でありながら必死に立ち向かう姿に心動かされ、任務に背いてメリダに自分のマナを移植し、戦士として教育する決意をした。これにより、メリダに暗殺のことを、白夜騎兵団にはマナを移植したことを、そして周囲にはそれら全てが露見しないように立ち回らなくてはならなくなった。
表向きは紳士然とした振舞をしているが、騎士公爵家に仕えるための演技で、本性を知る白夜騎兵団からは「猫かぶり」「性格が悪い」などと言われている。本人は否定しているが教え方がかなりスパルタで、周囲からは「鬼畜教師」などと呼ばれることもしばしば。表向きの一人称は「オレ」だが、本来は「私」。
上記の通り、メリダに心を動かされて以来、自身の行動がほぼ「メリダのため」となり現在では彼女に忠誠を捧げているも同然となっている。一方でエリーゼやサラシャ、ミュールら公爵家ご令嬢らと交流を深める内に彼女らの事も大切に想うようになり、彼女達からは女性として好意を向けられている。しかし、本人は彼女達の恋心に全く気付いていない。
また、エイミーらメイド達にも家族の様に思うようになり、白夜騎兵団からの暗殺対象にされそうになった時は被害がおよばないように立ち回っている。
家庭教師という立場から聖フリーデスウィーデ女学院に唯一入れる男性でもある。当初は無能才女の家庭教師という立場や、男性である点から良く思われないこともあったが現在はメリダを育て上げた手腕や、自身の有能さや人柄に魅了される女生徒も多く、受け入れられている。
戦闘能力は非常に高く、黒刀という無銘の業物を愛用し、他にもナイフやワイヤーなども活用。徒手空拳にも秀でている。侍の持つマナの収斂能力による《幻刀術》などの中距離攻撃も使える。
一使用人としても優秀で、本人曰くメリダの家庭教師を務めるにあたって執事検定一級を取得してきたらしく従者としての作法や立ち振る舞いは完璧。裁縫や料理、メリダの髪の手入れなど多芸。ただし、絵だけはまともな幼少期を過ごせなかった所為でどうしても筆が動かなくなってしまうとのこと。
実は最高位のランカンスロープである吸血鬼（ヴァンパイア）のハーフで、白髪を肩まで伸ばした吸血鬼の姿になることができる。吸血鬼化することでステータスを限界突破させ、もげた腕を瞬時に接合できる再生能力を持つ。なお、吸血鬼化しなくても吸血鬼のアニマはある程度使える。
メリダ＝アンジェル
声 - 楠木ともり / 夏川椎菜（オーディオドラマ）
位階：侍
本作のヒロインの一人。聖フリーデスウィーデ女学院1年生の13歳。宝石のようなブロンド美少女で、年齢にそぐわない完成された美貌を兼ね備える。聖騎士の階位を継承するアンジェル騎士公爵家の令嬢。しかし、マナに目覚めず「無能才女」と蔑まれるばかりか、母親の不義の子ではないかと疑われて別宅で最低限のメイドたちと生活をしている。
少々おてんばなものの素直な努力家。周囲の蔑みに傷つきながらも母親の名誉のため決してあきらめない芯の強さを持つ。そうした姿に心を動かされたクーファにマナを移植されてマナを手に入れた。
因みに勉学自体は優秀で、礼儀作法やデッサンなど公爵家令嬢に相応しい数多くの教養を身に着けている。
自分を無能才女と蔑む周囲の視線に萎縮し学校生活を憂鬱に感じていたが、クーファが家庭教師として派遣されて以来、改善されていき学院での生活が充実していく。
クーファの導きによって埋め合わされた幸福の数は少なくなく、教師である彼に恋心を抱き、相応しい立派なレディとなるため積極的な行動を起こすような一面もある。シャンガルタではクーファが吸血鬼とのハーフであると知り最初は驚いたが、それでもクーファの味方でいたいと言う強い気持ちを告白しキスして彼を繋ぎ止めた。
現在ではクーファに好意を抱く女性が周りに集まっているため、油断ならない状況が続いている。
上記の通りクーファからマナを移植されたことで侍のマナを発現させているため、戦闘スタイルや使用する技は《幻刀術》を始めクーファのものが基になっている。また高い学習能力や努力家な一面が功を奏し、クーファの教えをしっかり吸収し、現在は頭角をメキメキと表している。
KADOKAWAが2018年4月から5月にかけて実施した投票企画「KADOKAWAライトノベル ヒロイン総選挙」では7位を獲得している。
ロゼッティ＝プリケット
声 - 薮内満里奈
位階：舞巫女
本作のヒロインの一人。エリーゼの家庭教師。16歳。貴族ではない下層居住区の生まれでありながら幼き日に突然マナに覚醒し特例として貴族階級に格上げされて最年少で聖都親衛隊に入団を果たした功績から「一代侯爵（キャリア・マーキス）」という特別な称号を賜った。しかし、下層居住区の出身という偏見からマナ能力者の養成学校に通えずチームで戦う経験がまったくなかったため、間違って味方を攻撃してしまい「一から勉強して来い」と家庭教師の仕事を与えられた。
明るく人なつっこい性格。アンジェル家の本家と分家の確執を気にせずクーファやメリダに接するが、クーファからは家庭教師のライバルということで邪険に扱われている。しかし、様々な事件でクーファと行動を共にする際は抜群のコンビネーションを発揮し、メリダからは周りの女子達において唯一クーファの隣に立てることを羨ましがられている。
ロゼッティ自身も、現在では口喧嘩こそ絶えないもののクーファには絶対的な信頼を置いている。
戦闘では舞巫女の能力を生かしマナを収斂した円刃をチャクラムと連動させることで手数を数倍に増やすのを基本戦術とし全校統一トーナメントをたった一人で勝ち抜くという前代未聞の偉業を達成した。
実は幼少期にクーファと暮らしていた過去があり、クーファの母親を心配して花を摘んでくれたことがきっかけで彼の義妹として大切にされるようになった。
下層居住区でのある事件で重傷を負った際にクーファが自身の眷属にしたことで一命を取り留めたが、眷属としての能力などを封じるために、クーファによって記憶を封印された。マナに目覚めたのはこれが原因。クーファがやけにロゼッティに詳しいのは、クーファが密かに監視をしていたため。だがシャンガルタで大蜘蛛のナクアにより封印された記憶の蓋をこじ開けられ、眷属としてナクアに利用されてしまったが、クーファと共にナクアと戦い倒す事に成功。その後、再度クーファによって記憶を封印されるが、それでもクーファに対する好意的な思いは昔も今も変わらずのまま。
クーファなどからは「ロゼ」と呼ばれ、ロゼッティはクーファの事を「クー」という愛称で呼んでいる。
エリーゼ＝アンジェル
声 - 石川由依
位階：聖騎士
本作のヒロインの一人。メリダの従姉妹。13歳。聖フリーデスウィーデの一年生の中で最強と謳われる天才少女。口数が少なく無表情なため誤解されやすいが、性格は臆病な甘えん坊。メリダのことを「リタ」と呼び、メリダからは「エリー」と呼ばれている。メリダのことが大好きで実の姉妹以上に仲が良く、周囲からも「アンジェル姉妹」と呼ばれている。そのせいか、いつも一緒にいるクーファに対し嫉妬する雰囲気が見受けられ、サークレット・ナイトのダンスでクーファと踊った後、２人が手を繋いでいるところを見たくないと宣言している。
ただし、クーファを嫌っているわけではなくいざという時には頼りになる存在として信頼もしている。最近では彼に好意を抱いていると思われる描写も多くなっており、彼に可愛がってもらう際には自分は「メリダの後でいい」とも言っている。メリダに常にべったりであることが災いして、よくクーファにあられもない姿を晒すことになってしまうなどある意味で一番の被害者。
目立つのが嫌いだが、本家との主従関係の逆転という野望を抱くメイド長オセローの独裁でサークレット・ナイトで着る衣装に特別性を用意されるなど力を誇示することを不本意ながら強制される日々を送り、窮屈に感じている。そのせいで、学園の一部の生徒からは疎まる言葉をかけられたり、自分だけ違う世界の住人だと言われているみたいで、涙を流したことがある。メリダが「無能才女」と呼ばれて先に聖騎士の階位に目覚めた自分から距離を取るようになったことにショックを受けており、学期末公開試合ではメリダとの直接対決を避け、ルナ・リュミエール選抜戦では自分の水着に切れ目を入れるなどわざと負けようとする。第三の試練でメリダと一対一で戦うことになり、それまでの不満をぶつけるが、攻撃する一蹴の隙から格闘戦に持ち込まれ敗北。
全てを出し切ったことでわだかまりは解消され、改めてメリダとの関係を取り戻した。以来メリダにはべったりで、周りからは本当の姉妹のように思われている。
メリダ以外には不愛想だったが、ミュールとサラシャは様々な事件で行動を共にするうちに友情を芽生えさせ、互いにあだ名で呼び合う親友となった。
ミュール＝ラ・モール
声 - 内田真礼
位階：魔騎士
本作のヒロインの一人。魔騎士の階位を継承するラ・モール騎士公爵家の令嬢。大人びた神秘的な雰囲気だが、いたずら好きな性格。趣味は読書で、そこから得た豊富な知識を持つ。
黒水晶と表現される美しい髪を持っている。一方で体つきはスレンダーで、胸に関しては「メリダより薄い」と言われることも。
聖ドートリッシュ女学園に通う生徒で、メリダを始め多くの女子からの憧れの的ではあるが本人は一人でいることを好み、よく読書をする姿が目撃されている。ただし親友であるサラシャとはよくつるんでいる。
他人を扇情的な言動でからかうのが趣味で、主にサラシャがそのターゲットになっている。メリダらと親交を持つようになってからは彼女達にもよくちょっかいをかけているが、彼女自身は生娘のため所謂「その手の知識」は全くない。
サラシャとは親友同士で彼女の事を「サラちゃん」、サラシャからは「ミウちゃん」と呼び合う仲。この呼び方は後にメリダとエリーゼにも使われるようになる。クーファのことは「クーファせんせ」、または「クーファさま」と呼んでいる。
革新派の一員でルナ・リュミエール選抜戦ではオセローに協力するだけではなくマナを解析する装置でメリダのマナを解析し聖騎士ではないと突き止め、ビブリアゴート司書官認定試験では躊躇するサラシャに比べて積極的にメリダを罠に嵌めるが、実は母のアルメディアからセルジュの調査を命じられていて巡礼でセルジュがわざとシクザール分家に情報を流していたことを報告している。
現在では革新派をやめており、メリダらとよく行動を共にするようになってから現在では親友同士。
クーファには見張り塔で押し倒されて以降、自分にとって始めて胸を高鳴らせた男性として意識しており、それ以降あの手この手で悪戯を仕掛けるが大抵軽くあしらわれるか、逆にハプニングに巻き込まれて恥ずかしい目に遭わされている。そんな状況を繰り返すうちにクーファを男性として本格的に想うようになった。
サラシャ＝シクザール
声 - 和氣あず未
位階：竜騎士
本作のヒロインの一人。竜騎士の階位を継承するシクザール騎士公爵家の令嬢。大人しく控えめな性格で、人見知りが激しくおどおどしているが、責任感が強くいざというときは気丈な一面を見せる。
親友であるミュールと同じく聖ドートリッシュ女学園の生徒。公爵家令嬢として身に着けた教養や戦闘技術からルナ・リュミエール選抜戦の代表選手に選ばれるなどミュールに負けず劣らずの優等生。
セルジュの妹で兄を慕って革新派の活動などにも協力しているが、セルジュが何を考えているのかわからず不安に思っている。だが同時に兄の事も大切に想っており、兄妹として愛情と不安の板挟みで揺れ動く中クーファからは「何があっても貴女だけはセルジュを信じて欲しい」というアドバイスを送られている。
そそっかしい面も多い、所謂ドジっ子。またセルジュ以外との男性との接触に慣れておらず、大慌てで距離を取ってしまいがち。しかしクーファとは王爵巡礼やその前後で交流を深める内にすっかり懐き、今では彼に仄かな恋心を寄せている。クーファとの接触の際には裸を見られてしまうなど大胆な結果になることも多い。
メリダら同年代の中では一番抜きんでたプロポーションを持つ。そのため親友のミュールを始めヒロインらからは羨ましがられている。

### 聖フリーデスウィーデ女学院
シャーロット＝ブラマンジェ
声 - 加藤沙織
位階：魔術師
聖フリーデスウィーデ女学院の学院長。
ネルヴァ＝マルティーリョ
声 - 佐倉綾音
位階：闘士
聖フリーデスウィーデ女学院生1年生。メリダをイジメていた主犯格だったが、学期末公開試合でマナに目覚めたメリダに敗北。試合後、メリダから借りていた本を返却と同時に謝罪の言葉を贈る。それからはメリダのイジメ行為をやめ、ルナ・リュミエール選抜戦ではユニットメンバーを集められないメリダのユニットメンバーに名乗り出る。しかし過去の事もあり、お互いギクシャクしていたが、クーファの仲裁で握手を交わした。
クリスタ＝シャンソン
声 - 奥野香耶
位階：剣士
聖フリーデスウィーデ女学院生徒会長。
シェンファ＝ツヴィトーク
声 - 瀬戸麻沙美
位階：剣士
聖フリーデスウィーデ女学院生3年生。2年生の時のルナ・リュミエール選抜戦で招待側の不利を覆してルナ・リュミエールに選ばれたことで全校生徒のあこがれの的となっている。
急遽ルナ・リュミエール候補生となったためユニットメンバーを集められないメリダのユニットメンバーに名乗り出るが、学期末公開試合でメリダの階位が聖騎士ではなく侍だと気づいており、公にするとメリダの身が危ないと考え、わざと足を引っ張って目立たせないまま敗退させようとする。

### 聖ドートリッシュ女学園
ネージュ＝トルメンタ
聖ドートリッシュ女学園総室長。ルナ・リュミエール候補生だったが、聖フリーデスウィーデ女学院生側の候補生が一年生のメリダとエリーゼになったため、サラシャに代わりを頼みパートナーとして参加する。
キーラ＝エスパーダ
声 - 安野希世乃
聖ドートリッシュ女学園2年生。「プリンス」のあだ名で慕われる中性的な美貌の持ち主。良くも悪くも期待を裏切らない。
ルナ・リュミエール選抜戦では第一の試練では早々に脱落、第二の試練ではメリダに敗退といいところがなかったが、固定票の多さと第三の試練で結果的に勝者となったことでルナ・リュミエールに選ばれた。
ピニャ＝ハースラン
聖ドートリッシュ女学園2年生。公私ともにキーラのパートナーを務める。

### 三大騎士公爵家
上位位階を有する3つの騎士公爵家。現代のフランドールには王族が存在せず騎士公爵家の当主が「巡る王の爵位」という意味を持つ巡王爵を3年ごとに務めることになっている。
セルジュ＝シクザール
声 - 細谷佳正
位階：竜騎士
シクザール騎士公爵家の当主。サラシャの兄。
平民階級に絶大な人気があるが《革新派》の首魁という裏の顔を持つなど真意を掴ませず謎が多い。この秘密主義は妹にも貫いているが、同時に極度のシスコンと言えるほどサラシャのことは大切にしている。
ミュールの報告でメリダの階位が侍だと知り、ビブリアゴート司書官認定試験を利用してメリダが騎士公爵家の人間ではないと証明しようとするが、サラシャがメリダに敗北したため失敗。この件でクーファが白夜騎兵団だと看破し、それを盾にクーファに巡王爵に就任するための巡礼での影武者を依頼する。巡礼終了後にクーファを気に入って味方に引き入れようとするが、襲撃犯であるクシャナたちシクザール分家の人間の身柄を白夜騎兵団が拘束し、シクザール家のお家騒動を民衆に黙っている代わりに取引終了となった。
王爵として就任した後、夜界との融和政策を打ち出し、何かしらの計画を進めようとしている模様。
クシャナ＝シクザール
位階：竜騎士
シクザール分家の長女。シクザール家の抱える何かしらの秘密を知っており、セルジュ暗殺を企てたがクーファによって阻止され、白夜騎兵団に身柄を確保された。その後《其は巡りゆく命の手記》《去りぎし者の願いを胸に》《空を紺碧に染める風となれ》という言葉をクーファに託した。
フェルグス＝アンジェル
声 - 菅生隆之
位階：聖騎士
アンジェル騎士公爵家の当主。メリダの父親。聖都親衛隊現団長。団長になってから傷をつけられたことは数えるほどで世界最硬の防御力と評される。
妻の不義の子かもしれないメリダに対する感情は複雑で遠ざけているが心配もしている。一方で妻であるメリノアのことは今でも愛しており、メリダを遠ざけているのは妻を愛しているが故とのこと。
アルメディア＝ラ・モール
位階：魔騎士
ラ・モール騎士公爵家の当主。ミュールの母親。やや古風な口調で喋るのが特徴で酒好き。とても一児の母とは思えないほどの美貌を持つ。
任期を終えて巡王爵を退くが、セルジュに不信感を持ち、ミュールに調査をさせている。

### 黎明戯兵団（ギルド・グリムフィス）
ウィリアム・ジン
声 - 鈴木達央
「屍人鬼」の人造ランカンスロープ。全身に包帯を巻いた罅割れた肌の青年。
巻きつけた相手の異能を封じる包帯を自在に操るアニマを持つ。包帯はクーファの黒刀でも簡単には斬れず、防御性能が非常に高い。
モルドリュー卿からメリダの階位を聖騎士に変えるように依頼を受けて、サークレット・ナイトでメリダとエリーゼを誘拐。メリダの階位を聖騎士に変える施術を行おうとするが、途中でメリダに危険性を感じ、殺害しようとする。救出に現れたクーファを相手に優位に立ち回るが、吸血鬼の正体を現したクーファに格の違いを感じ取り戦意喪失。メリダが微弱ながら聖騎士の力を発現したため変異術の施術を見送ったと嘘の報告するように脅され見逃された。この一件以降クーファと裏で通じており、白夜騎兵団とも繋がりを持つようになる。
ビブリアコードの試験中に黎明戯兵団が聖フリーデスヴィーデ女学院を襲った際は、クーファの救援要請を受けてクロドールに追い詰められたクーファたちを助ける。その後、ランカンスロープを人間に戻す研究成果を渡す条件に正式に白夜騎兵団の二重スパイとなった。
クロドール
黎明戯兵団の殲滅部隊「三爪の悪魔（トライエッジ）」の一人。「死霊術師」の人造ランカンスロープ。極彩色のローブを纏った老人。
アニマを練り込んだ死体を使役し、倒されても肉体を捨て「死霊の王」としてよみがえる奥の手を持つ。
ラケルディ
黎明戯兵団の殲滅部隊「三爪の悪魔（トライエッジ）」の一人。「アルラウネ」の人造ランカンスロープ。澱んだ黄色い眼球と緑色の肌の女性
アニマを花粉に乗せて人間をむしばむ毒を吐き出し、苗木を大地に埋めることで最大100体の分身を育てる。分身は生命力を共有していて全員を倒さないかぎり復活できる。
アトモス
黎明戯兵団の殲滅部隊「三爪の悪魔（トライエッジ）」の一人。「マンティコア」の人造ランカンスロープ。筋骨隆々の強面の男。
筋肉を肥大化させて獅子に似た姿になるアニマを持つ。

### 白夜騎兵団（ギルド・ジャックレイブン）
アガスティ＝ボーンズ
声 - 森川智之
位階：銃士
白夜騎兵団の団長。無精ひげを生やし軍服を着崩した男性。喫煙者。下層居住区での事件で負傷し、その後遺症で足を悪くしている。身寄りのない子供を組織のエージェントに育てており、クーファからは「（クソ）親父」、マディアからは「パパ」と呼ばれている。
一見気さくな好人物を思わせる言動を振りまいているが、任務とあらばどこまでも冷酷になれる人物。部下達のことを「子供たち」と称してはいるもののそれは建前で、クーファからは「息子を愛していない」とまで言われている。
大口径のリボルバーを扱い、教導役として現在では第一線を引いた身ではあるが実力は高い。
ブラック＝マディア
声 - 徳井青空
位階：道化師
白夜騎兵団の変装潜入員。黒いフードで姿を隠し黒いメモで会話を行うため仲間ですら小柄な少女ということしか知らない。
七つの階位すべての能力を限界まで高めたフランドール最強の道化師。戦闘では七つの武器を持ち替えて相手を翻弄する。年齢性別を問わずあらゆる種類の人間に変装することができる。
クーファの隠し事を調べるために聖フリーデスヴィーデ女学院に潜入するが、オセローがメリダをルナ・リュミエール候補生にしたことでうかつに近づけなくなり、第三の試練でネルヴァに変装して紛れ込み、メリダたちを襲う強硬手段に出るが、メリダたちに誘導されてグラスペットを倒したことで試練の場に入れたロゼッティに敗北。さらにクーファに素顔を見られて任務達成が困難になったため、成果なしでは本部に帰れないと泣きつき、クーファが用意した報告書を貰い帰還する。その後、ビブリアコードの試験中に聖フリーデスヴィーデ女学院を襲った黎明戯兵団との戦いで生徒たちに素顔を見られたペナルティとして「ラクラ＝マディア」と言う偽名で、教師として聖フリーデスヴィーデ女学院に赴任する。
その背の小ささから女生徒にすら子ども扱いされることも多いが、案外学院生活に馴染んでおり、成り行きとは言えメリダ達を守ったりすることも多い。
相当な甘い好きらしく、あれやこれやとスイーツに手を伸ばすうちに金欠になることも。

### 聖都親衛隊（クレストレギオン）
ビジュー＝ニーズ
声 - 羽多野渉
聖都親衛隊の精鋭。
革新派の一員としてピエロマスクをかぶり，メリダの父親を演じて人々を混乱に陥れた。

### ランカンスロープ
ナクア
「大蜘蛛」の夜界枢機卿。
マッド・ゴールド（金狂い）
「狂人狼」の夜界枢機卿。
レイシー＝ラ・モール
約300年前のラ・モール騎士公爵家当主にして「フランケンシュタイン」の夜界枢機卿。

### その他
ヘイミッシュ＝モルドリュー
モルドリュー武具商工会の総帥。メリダの母方の祖父。
評議会の一員で、娘の不義の噂を否定するため、騎士公爵家の威信を守ることを理由に、白夜騎兵団にメリダへの家庭教師派遣と暗殺を依頼した。学期末の公開試合でメリダの階位が侍だと気づいてからは黎明戯兵団に依頼し、成功する見込みのない階位変異の施術や、メリダの階位を知る者の抹殺など見境のない手段をとるが、実際に被害が出たと報告を受けて動揺したり、メリダに娘の面影を見て殺害に躊躇したりしている。
鋼鉄宮博覧会で白夜騎兵団と黎明戯兵団を総動員してメリダの暗殺を計画するが、軍事の重要拠点に犯罪組織である黎明戯兵団を呼び込んだことで白夜騎兵団の粛清対象となった。どさくさに紛れて逃亡した後、娘を疑い孫を殺そうとした自分の愚かさを後悔し炎に包まれそうになったところをクローバーに連れられて行方不明になった。
エイミー
声 - 茅野愛衣
アンジェル騎士公爵家別邸のメイド長。代々アンジェル家の使用人の家系で、物心ついたころからメリダの専属メイドとして仕えており、メリダにとって姉のような存在。
グレイス
声 - 林鼓子
アンジェル騎士公爵家別邸のメイド。力仕事が得意で頼もしいが間延びした口調で主人に対しても敬語を忘れることがあるのが玉に瑕。
ニーチェ
声 - 厚木那奈美
アンジェル騎士公爵家別邸のメイド。物静かな雰囲気の読書家。メリダにお勧めの本を貸している。
マイラ
声 - 森嶋優花
アンジェル騎士公爵家別邸のメイド。お調子者のようで思慮深いムードメーカー。
オセロー
声 - 山口眞弓
エリーゼの世話係統括として派遣されたメイド長。本家の娘のメリダを貶める一方でエリーゼを活躍させてアンジェル騎士公爵家の力関係をひっくり返そうと躍起になっている。
実は革新派の一員でルナ・リュミエール選抜戦で革新派の協力を得て候補生の名を書かれたステンドグラスをすり替えてメリダとエリーゼを候補生にする。ビブリアゴート司書官認定試験でも他の革新派とともに裁判の場にいたが、セルジュが裁判所を破壊し巻き込まれそうなところをメリダに助けられる。その後もメリダに助けられ続けて遂に心境に変化が生じ、革新派の指導者がセルジュだとメリダに教えた。
現在ではメリダやエリーゼとの友情を事前の約束があったとはいえ認めている。
ブロサム＝プリケット
声 - 大塚芳忠
ロゼッティの養父。遺伝子工学の権威。草ひとつ生えない不毛の荒野に人間並みの生活をもたらし「賢人」と呼ばれてシャンガルタでは市民一同に慕われている。だが裏では大蜘蛛のナクアと手を組み、違法な研究に手を染めていた。元々身寄りのない子どもを協会で引きとっていた一介の学士だったが、ランカンスロープ化しかけた妻のカーミラを救うためにナクアと取引をしカーミラが完全にランカンスロープになるのを防いでいた。ナクアの死後、迫害されて路傍で死にかけていた自分と母を協会に引き取ってくれたことを恩に感じていたクーファから渡された薬によってカーミラは救われ、自分の罪を償うため自首を決めシャンガルタの子どもたちはカーミラに任せた。
ジャンヌ・クロム＝クローバー
レイボルド財団の社長。作中では主に「クローバー社長」と呼ばれている。
破れたシルクハットを被り、ピエロじみた化粧に、けばけばしい色合いのチョッキとロングコートの奇抜な姿をしている。蒸気実験の失敗で肉体の半分を失っていて、左目が義眼で右手が義手となっている。
エキセントリックかつ掴みどころのない言動も特徴的で、下手すればその場で首が飛びかねない発言も目的のためならば堂々と言ってのけるなど油断ならない一面も持っている。
マナと違い万人が扱える科学技術でランカンスロープに対抗しようとしている。純血思想の貴族たちや、単にその言動を鬱陶しく思う者も多いため「出来損ない（ジャンク）ピエロ」と呼ばれることも多々あるが本人はどこ吹く風。

## 用語
ランタンの中の世界（フランドール）
本作の舞台。数百から数千メートルのガラス容器群によって形成される、人類に残された最後の都市国家。その有様は、大地に突き刺さった巨大なシャンデリアを想起させる。
キャンベル
超スケールのガラス容器。この容器の中に街区が収められ、「聖王区」を取り巻くように24のキャンベルが密集し「フランドール」が形成されている。
ビブリアゴート
フランドールの中枢部に存在する巨大迷宮の総称。
直径は聖王区の二倍。一階層から九十九階層まで層をなしている。
青い空に太陽と月が存在した時代に綴られた書物が何千何億と所蔵されて今日まで綴られたありとあらゆる文章の複製がひとりでに収められている。
太陽の血（ネクタル）
フランドール近郊の鉱脈からとれる液体燃料。気化させたものを炎にかざすことで強力かつ神聖な光を放つ。呪われた夜から人類が文明社会を守るための最後の生命線。
アンブロシア結晶
太陽の血を極限まで圧縮し結晶化した燃料。液化すると同時に猛烈な速度で蒸発し、その圧力は膨大な動力エネルギーを生む。アンブロシア結晶によって稼働させられた兵器は太陽の血と同じ神性を放ち、発明当時はマナと並ぶランカンスロープへの対抗手段として注目されたが、圧力が膨大であるがゆえに装備にもそれ相応の重量と耐久性能が必要となり、亀裂一つ入っただけで連鎖的に大爆発を引き起こす可能性もあることや、水に敏感に反応し高熱を帯びるなど欠点も多く、さらにアンブロシア一つを精製するのに一年分の太陽の血を消費するため、《アンブロシア・ロック》と名付けられた技術は最大の禁忌に指定されて凍結させられた。しかしシクザール分家のクシャナ一派がこれを使用し、巡王爵暗殺計画を決行した。
プリマヴェーラ
シクザール家が技術の粋を集めて建造した飛空艇。全長は二百から三百メートルほど。動力はアンブロシアを用いた永久機関で、一つのアンブロシアを使用するだけでそれ以上は消費しないという。ただし、永久機関に関しての情報はシクザール家の最高機密であり、最高峰の情報網を持つ白夜騎兵団でも真相を掴めなかった。
夜界
フランドールの外側。太陽も月も星も存在しない完全な暗闇で、生物を蝕みランカンスロープに変えてしまう。夜の領域に取り残されている人間もごくわずかながら存在する。そう言った人間に対する差別感は強く、ひどい扱いを受ける事もよくある。
マナ
貴族階級の者のみが持つ力。能力者に宿る太陽の血ともいわれる神聖な輝きを放つ焔で、自身の意思に応じて全身や特定の箇所に異能を授け身体能力や防御力などを飛躍的に上昇させる。正確にはこの力を持つ者だけが貴族階級になることを許され、その責務としてランカンスロープとの戦いの矢面に立たされている。三大騎士公爵家を除く貴族の爵位は現当主の武功によって決まる。
アラインメント
能力者のマナが現在どういった状態にあるかを表したもの。マナを全くまとっていない「ロウ状態」、マナを開放し、全身の噴出孔へ均等に行き渡らせた「ニュートラル状態」又は「通常状態」、攻撃（アサルト）スキルを発動するためにマナを一極集中するなど、マナが不均一に偏っている「カオス状態」の3つの状態に区分される。
思念圧力比率（レーティング）
全身の10の噴出孔のそれぞれに加圧されたマナ圧力。能力者のマナ総量を100％とした場合、ニュートラル状態ではそれぞれの噴出孔に10％ずつマナを加圧したこととなる。加圧する割合は強化率の割合に一致し、当該マントルへ加圧するマナを強めるほど高く、弱めるほど低くなる。10％を超えてマナ圧力が高まっている箇所を「カオスレート」、それ以外の10％未満の箇所を「ニュートラルレート｣という。
混沌を飼い馴らせ（カオス・カデナ）
騎兵団の戦士が用いる高等テクニックの一つ。無意識に委ねられたレーティングを意識的にコントロールする技術。この技術を用いることで過不足なくマナを割り切ることができ、ニュートラル状態のステータスでは負ける相手でも一時的に優位になることが可能。
フランドール統一白兵戦能力測定基準
ニュートラル状態にある能力者の身体能力を、攻撃力や防御力といったステータスとして数値化する際の基準。
能力の強化適正率
能力者がマナをまとった際、それぞれの要素（攻撃・防御・敏捷・特殊・攻撃支援・防御支援の6要素）がどれ程の比率で強化されるかを高い順にS、A、B、C、D、－の6段階で表したもの。これは能力者が持つマナの位階によって決まる。よって、訓練では、強化適正率の高い要素の順に長い時間を割り振ることがよしとされる。
マナ能力者
マナに目覚めた者。能力者の肉体には、共通してマントルと呼ばれる十か所の噴出孔とそれらを繋ぐ二十二本のヴァポライザーを持っている。。力の特性により11種類の位階に分けられている。
位階（クラス）
マナ能力者の持つ力の特性を11種類に区分したもの。下の6要素はそれぞれの位階の能力の強化適正率を指している。
下級位階
侍（サムライ）
攻撃：B　防御：C　敏捷：A　特殊：中距離攻撃C　攻撃支援：C　防御支援：－
敏捷性に長けた暗殺位階。適正武器は刀。外へ発せられる自分の知覚情報を削減する「隠密」と、自分の知覚能力を拡張する「心眼」によって敵を死角から葬り去る。また、マナの収斂による中距離戦にも若干の適性がある。その反面、防御性能には期待できない。
舞巫女（メイデン）
攻撃：C　防御：C　敏捷：B　特殊：中距離攻撃A　攻撃支援：C(B)　防御支援：C(B)
マナそのものを具現化して戦うことに長けた位階。適正武器はチャクラム。ミドルレンジからの多彩な立ち回りは見た目にも麗しく戦場に華を添える。
闘士（グラディエイター）
攻撃：A　防御：A　敏捷：C　特殊：－　攻撃支援：－　防御支援：－
抜きん出た攻撃性能と防御性能で敵を圧倒する位階。適正武器はメイス。
神官（クレリック）
攻撃：D　防御：D　敏捷：D　特殊：－　攻撃支援：－　防御支援：A
味方に己のマナを分け与える後衛位階。適正武器は杖。
魔術師（ワイザード）
攻撃：D　防御：D　敏捷：D　特殊：遠距離攻撃B　攻撃支援：A　防御支援：－
高い攻撃支援で味方をサポートする後衛位階。適正武器は長杖。
剣士（フェンサー）
攻撃：C　防御：A　敏捷：B　特殊：－　攻撃支援：－　防御支援：B
高い防御性能と支援能力を誇る盾の位階。適正武器は剣。
銃士（ガンナー）
 攻撃：C　防御：C　敏捷：C　特殊：遠距離攻撃A　攻撃支援：B　防御支援：－
様々な銃器にマナを込めて戦う狙撃手の位階。適正武器は銃。
道化師（クラウン）
攻撃：B　防御：B　敏捷：B　特殊：中/遠距離攻撃C　攻撃支援：C　防御支援：C
他の下級位階の異能を模倣する特殊な位階。あらゆる強化適性が平均を下回る代わりに複数の異能が使えるが、同じだけ修行した正規位階にはおよばず、複数の能力を伸ばそうとすれば他人の2、3倍の寿命が必要なため、よく言えば臨機応変、悪く言えば器用貧乏といった扱いをされがち。

上級位階
三大騎士公爵家が受け継ぐ非常に強力な3つの位階。上級階位の血には不可侵の優位性があり、下級階位どころかマナを持たない平民の血と混ざっても生まれてくる子供は上級階位を宿しているとされている。
聖騎士（パラディン）
攻撃：A　防御：S　敏捷：A　特殊：－　攻撃支援：B　防御支援：S
アンジェル騎士公爵家が受け継ぐ位階。適正武器は長剣。優れた防御性能に失った体力とマナを回復する「祝福」によって継戦能力が高い。
竜騎士（ドラグーン）
攻撃：A　防御：B　敏捷：S　特殊：対地攻撃S　攻撃支援：A　防御支援：－
シクザール騎士公爵家が受け継ぐ位階。適正武器は槍。恐るべき跳躍力と対空能力を発揮する「飛翔」による空中での高機動と、その速度と慣性を活かした強力な一撃を繰り出すことを得意とする。全位階中最速を誇る反面、マナの消費が激しく燃費が悪いため、継戦能力は低い。
魔騎士（ディアボロス）
 攻撃：S　防御：A　敏捷：B　特殊：－　攻撃支援：－　防御支援：－
ラ・モール騎士公爵家が受け継ぐ位階。適正武器は大剣。敵のマナを吸収し攻撃力に転化する能力による正面戦闘では無類の強さを発揮する。

ランカンスロープ
夜の瘴気によって人間や動物が変質した化け物。生態のほとんどは謎に包まれており、知性の高いものから獣同然のモンスターまでさまざま。マナと対をなすアニマという異能を操る。太陽の血やマナに由来する攻撃以外はすべて無効化し通用しない。種族の頂点に立つものは夜会枢機卿（テスタメント）と呼ばれる。人間の意識と記憶を保ったまま肉体をランカンスロープにする人造ランカンスロープや、屑鬼（ルー・ガルー）と呼ばれる、ランカンスロープのなり損ないも存在する。
吸血鬼（ヴァンパイア）
最高位のランカンスロープ。もげた腕すら接合するほどの再生能力と、記憶を操作する魔眼、血を吸った対象を眷属とする能力を持つ。
大蜘蛛（アラクネ）
蜘蛛のようなランカンスロープ。夜会の権力闘争に敗れて壊滅状態にある。
狂人狼（ワーウルフ）
狼の毛皮を被ったランカンスロープ。
パンプキンヘッド
カボチャ頭のランカンスロープ。これといった異能も大した知性も持たない最下級に位置するランカンスロープで時には人間に使役されることすらある雑魚。

聖フリーデスウィーデ女学院
カーディナルズ学教区に設置されているマナ能力者の見習いたちの養成学校。一人前の淑女としての教養を身に着けさせることに重点を置いている由緒ただしきお嬢様学校。
学期末公開試合
夏の長期休暇前に、聖フリーデスウィーデ女学院の生徒のために行われる公開試合。夜界に進出する騎兵団の戦士達が長年研鑽し続けた、少人数での軍事行動を想定した精鋭軍外征戦術論に基づく規定で行われる。試合会場は、学教区周辺の養成学校で共同使用されている巨大コロシアム。フィールドには森林、荒野、湖上などあらゆる戦場を想定した三百メートル四方のステージがいくつも設置されており、学年ごとに分かれたユニットが順々に対戦し、勝敗を競い合うトーナメント方式の試合。
〈ルール〉
一ユニットの上限は5人であり、一ユニット対一ユニットとなって15分間競い合う。各ユニットには、台座に太陽の血の灯された｢大燭台｣と呼ばれる拠点が一ヶ所ずつ割り与えられ、自分のユニットの大燭台を守りきりながら、相手ユニットの大燭台の太陽の血を鎮火することができれば勝利。フィールドにはスケールの小さい｢小燭台｣があちこちに点在しており、マナを流し込むことで点火と鎮火を切り替えられる。制限時間後に両ユニットの大燭台が健全だった場合、点火した小燭台の数が多い方が勝利となる。
ビブリアゴート司書官認定試験
3月にビブリアゴートで催される試験。試験は自主制で、難易度は簡単な順に6等級から1等級の6段階に分けられ、合格すると迷宮司書官の資格を得ることができ、騎士としての更なる活躍が期待される。資格を得るとビブリアゴートの調査や発掘が可能となり、等級が上がるにつれてその範囲も広がる。
ルナ・リュミエール選抜戦
フリーデスウィーデ女学院とドートリッシュ女学園による二校合同行事。各校から二名ずつの候補者を選出し、三つの試練をもって競わせ、月の女神（ルナ・　リュミエール）の称号にもっともふさわしい候補生を全生徒の投票によって決定する。各候補者は一人のペアと二人のユニットと共に出場する。投票者は一人四回の投票権を得、開催期間中はいつでも投票することは可能。ただし、普通は試練開始前の前評判、各試練終了後に投票することが一般的とされている。メリダが出場する年度は、特別に開場された宮殿グラスモンドパレスが会場となる。
〈スケジュール〉
第一の試練《乾杯》 開催日：9月第2週7日目 場所：屋上プール
プールの守護女神であるグラペット《セイレーン》にルナ候補生としてふさわしい美と器を示す。勝利条件は彼女の背中から翼を奪取すること。
第二の試練《糸繰られた舞踏会》 開催日：9月第4週3日目 場所：中庭
ペアをキングに見立て、候補生の一人と実質的なチェスゲームを行う。キング以外はドッペルと呼ばれるマナを原動力とするグラスペット15体が使われ、狩人、盗賊、冒険家のいずれかの職業の駒として起動する。狩人は盗賊に強く、盗賊は冒険家に強く、冒険家は狩人に強いというように、これら三種類のドッペルを争い合わせれば三竦みの関係性となる。勝利条件は対戦相手の候補生から「降参（リザイン）」を引き出すこと。試練開始時、候補生はペアとの思念同調率を一時的に引き上げる薬を服用し、ペアは視覚・聴覚・触覚の3つの機能を停止する毒を服用する。候補生は指揮官となってペアへ送った思念を送り、ペアがその指示に従いドッペルを動かす。碁盤上に置かれている薬を自陣へ持ち運び使うことでペアの毒は回復されていき相手に有利なポジションにつくことができる。
第三の試練《奇跡の城》 開催日：10月第2週1日目 場所：宮殿全体
候補生とユニットメンバーが1チームとなり、全候補生とユニットメンバーとのバトルロイヤルで対決。各々は胸に勲章を付け、候補生が3ポイント、ユニットメンバーが1ポイントの価値を持つ。勝利条件は30分の制限時間後、自分のチームのポイントの確保数が最も多いこと。

サークレット･ナイト
夏の初めに、都市の平和を願い全キャンベルで催されているお祭り。貴族や平民、下層労働者階級までもが町に集い、太陽の血のかがり火を掲げ、花火を高らかに打ち上げる。騎士や天使、化け物等の仮装をして町を練り歩き、ランカンスロープを模した人形を一ヶ所に集めて盛大なキャンプファイアを起こす。

燈火騎兵団（ギルド・フェルニクス）
数百のレギオンによって構成されたフランドールの軍事組織。
聖都親衛隊（クレストレギオン）
聖王区の警備を担う「聖域守護」に従事する騎兵団の最高峰。任務で多大な功績を収めたり、大きな武芸大会で実績を打ち立てた者が所属するエリート部隊で、メリダとエリーゼの目標。ロゼッティも所属している。
現団長は三大騎士侯爵家アンジェル家当主であるフェルグス＝アンジェル。

白夜騎兵団（ギルド・ジャックレイブン）
評議会直属の闇の騎兵団。構成員のほとんどが幼少期から組織で育成された表の世界には存在しない人間で、人前に出るたびに名前を変えて、要人暗殺、機密管理、人間を被検体にした禁忌実験などの汚れ仕事を行う。一般的には「実際にはありもしないもの」という代名詞として知られている。元々名前のない組織であったが、下層居住区でクーデターを目論んでいた武装組織が、一晩のうちに街ごと消されたことなどの噂が語られるうちにいつしかこの呼び名が浸透した。
ユニット
騎兵団における能力者達の最小の運用単位。五人一組。ユニットを複数束ねたのがレギオン。聖フリーデスウィーデ女学院ではブルーメン・ブラッドと呼ばれる。
黎明戯兵団（ギルド・グリムフィス）
現存する最古にして最凶の秘密結社。騎兵団を名乗っているが現貴族体制の撤廃を謳い文句にテロ行為を繰り返し「犯罪ギルド」の名でも呼ばれる危険集団。マナ能力者を仇敵とするため、人体のメカニズムの研究には余念がなく、人造ランカンスロープを主戦力にしている。
《七つの災禍》
黎明戯兵団がフランドール打倒のために用意していた最終兵器。七つ全てが実用化されているわけではなく実用段階にあるのは以下の三つのみ。
《身を切る炎》イーヴィル・ラヴォス
悪魔じみた炎の塊。密閉空間のみで効果を発揮し、周囲の熱量を際限なく吸い上げて己の火力を増す。
《アナベルの使徒》
人造ランカンスロープで構成された部隊。
《臨界到達》ホーンテッド・キマイラ
「人間には絶対かなわない化け物」 をコンセプトに開発された人造ランカンスロープ。試作型をウィリアム・ジンがサークレット・ナイトの際にクーファとの戦闘で使用して追い詰めたが、吸血鬼化したクーファによって絶命した。完成型は周囲を喰らい、己を改修する能力を持つ（武器を喰らって改修した姿はアーマメントキマイラと称された）。

革新派（オペラシオン）
フランドールの現状を正そうという思想集団。組織のようなまとまりはなく、信念と呼ぶような確固たる道筋もなく、ただ現状を変えようというぼんやりとした方向性が病原体のように浸透し、平民・貴族を問わず各界の有力者にまで根を伸ばしている。

## 評価
第28回ファンタジア大賞にて大賞を受賞した（受賞時のタイトルは「暗殺教師に純潔を―アサシンズプライド―」）。同賞で審査員を務めた葵せきな、石踏一榮、橘公司は本作を以下のように評している。

## 既刊一覧

### 小説
- 天城ケイ（著）・ニノモトニノ（イラスト）、KADOKAWA〈富士見ファンタジア文庫〉、既刊15巻（2021年3月19日現在）
  - 『アサシンズプライド 暗殺教師と無能才女』2016年1月25日初版発行（1月20日発売[19]）、ISBN 978-4-04-070817-1
  - 『アサシンズプライド2 暗殺教師と女王選抜戦』2016年4月25日初版発行（4月20日発売[20]）、ISBN 978-4-04-070818-8
  - 『アサシンズプライド3 暗殺教師と運命法廷』2016年7月25日初版発行（7月20日発売[21]）、ISBN 978-4-04-070972-7
  - 『アサシンズプライド4 暗殺教師と桜乱鉄道』2016年11月25日初版発行（11月19日発売[22]）、ISBN 978-4-04-070973-4
  - 『アサシンズプライド5 暗殺教師と深淵饗宴』2017年2月20日初版発行（2月18日発売[23]）、ISBN 978-4-04-072227-6
  - 『アサシンズプライド6 暗殺教師と夜界航路』2017年6月20日初版発行（同日発売[24]）、ISBN 978-4-04-072230-6
  - 『アサシンズプライド7 暗殺教師と業火剣舞祭』2017年10月20日初版発行（同日発売[25]）、ISBN 978-4-04-072484-3
  - 『アサシンズプライド Secret Garden』2018年2月20日初版発行（同日発売[26]）、ISBN 978-4-04-072651-9
  - 『アサシンズプライド8 暗殺教師と幻月革命』2018年8月20日初版発行（8月18日発売[27]）、ISBN 978-4-04-072485-0
  - 『アサシンズプライド9 暗殺教師と真陽戴冠』2019年1月20日初版発行（1月19日発売[28]）、ISBN 978-4-04-073003-5
  - 『アサシンズプライド10 暗殺教師と水鏡双姫』2019年6月20日初版発行（同日発売[29]）、ISBN 978-4-04-073223-7
  - 『アサシンズプライド11 暗殺教師と禁書階梯』2019年10月20日初版発行（10月19日発売[30]）、ISBN 978-4-04-073224-4
  - 『アサシンズプライド Secret Garden2』2019年12月20日初版発行（同日発売[31]）、ISBN 978-4-04-073225-1
  - 『アサシンズプライド12 暗殺教師と薄明星火』2020年6月20日初版発行（6月19日発売[32]）、ISBN 978-4-04-073747-8
  - 『アサシンズプライド13 暗殺教師と廻天導地』2021年3月20日初版発行（3月19日発売[33]）、ISBN 978-4-04-073748-5

### 漫画
加藤よし江による漫画化作品が『ウルトラジャンプ』（集英社）にて、2017年6月号から2022年9月号まで連載。
- 加藤よし江（漫画）・天城ケイ（原作）・ニノモトニノ（キャラクター原案） 『アサシンズプライド』 集英社〈ヤングジャンプ・コミックス〉、全10巻
  1. 2017年10月19日発売[34]、ISBN 978-4-08-890776-5
  2. 2018年4月19日発売[35]、ISBN 978-4-08-891003-1
  3. 2018年11月19日発売[36]、ISBN 978-4-08-891130-4
  4. 2019年6月19日発売[37]、ISBN 978-4-08-891260-8
  5. 2019年11月19日発売[38]、ISBN 978-4-08-891435-0
  6. 2020年5月19日発売[39]、ISBN 978-4-08-891591-3
  7. 2021年1月19日発売[40]、ISBN 978-4-08-891761-0
  8. 2021年7月16日発売[41]、ISBN 978-4-08-892037-5
  9. 2022年2月18日発売[6]、ISBN 978-4-08-892226-3
  10. 2022年10月19日発売[42]、ISBN 978-4-08-892477-9

## オーディオドラマ
読者があらすじやイラストや試し読みから「推し受賞作」を決めて投票するという「WEB読者賞総選挙」の10万ポイント獲得時の公約から、2016年4月15日にオーディオドラマが配信された。クーファ役に小野大輔、メリダ役に夏川椎菜が起用されている。
2017年2月17日にはオーディオドラマ第2弾が公開。淑女向けクーファ編、紳士向けメリダ編の2編がそれぞれ公開された。クーファ役は新規に梅原裕一郎が、メリダ役は第1弾同様夏川が起用されている。

## テレビアニメ
2018年10月に開催されたイベント「ファンタジア文庫大感謝祭2018」にてアニメ化が発表され、2019年10月から12月までAT-Xほかにて放送された。

### スタッフ
- 原作 - 天城ケイ[8]
- キャラクター原案 - ニノモトニノ[8]
- 監督 - 相浦和也[8]
- シリーズ構成 - 赤尾でこ[8]
- キャラクターデザイン - 吉川真帆[8]
- サブキャラクターデザイン - 齊藤佳子[8]、荒木詩織
- クリーチャーデザイン - やまだたかひろ[15]
- プロップデザイン - 佐田龍平[15]、新谷真昼・雅彩アズサ（#8 - ）
- 美術監督 - 松本実希子[8]
- 色彩設計 - 小山知子[8]
- CGディレクター - 柴田渉[15]
- 撮影監督 - 宮坂凌平[8]
- 編集 - 瀧川三智[8]
- 音響監督 - 本山哲[8]
- 音楽 - MONACA[45]
- 音楽プロデューサー - 村上貴志[15]
- 音楽制作 - エイベックス・ピクチャーズ[15]
- プロデューサー - 飯泉朝一[15]（#1）→村上貴志[15]（#2 - #4）→吉田雄哉[15]（#5 - #12）、森井巧[15]、渡瀬昌太[15]、岡村武真[15]、角田敦[15]、塩谷佳之[15]（#1 - #4）→齋藤宙央[15]（#5 - #12）、宮城惣次[15]、清水陽介[15]、齋藤利勝[15]、内海五月[15]、相島豪太[15]、宮本秀晃[15]
- アニメーションプロデューサー - 柴田渉[15]
- アニメーション制作 - EMTスクエアード[8]
- 製作 - アサシンズプライド製作委員会[8]

### 主題歌
「Share the light」
Run Girls, Run!によるオープニングテーマ。作詞は只野菜摘。作曲・編曲は田中秀和
「異人たちの時間」
楠木ともりの演じるメリダ＝アンジェルによるエンディングテーマ。作詞は只野菜摘。作曲・編曲は高橋邦幸。

### 各話リスト
| 話数 | サブタイトル           | シナリオ   | 絵コンテ                  | 演出              | 作画監督 | 総作画監督        |
| ---- | ---------------------- | ---------- | ------------------------- | ----------------- | --- | ----------------- |
| #1   | 暗殺者の慈悲           | 赤尾でこ   | 相浦和也                  | 相浦和也          | 吉川真帆 齊藤佳子 白川茉莉 | 吉川真帆          |
| #2   | 少女の世界が変わるとき | 福田裕子   | 西島克彦                  | 川西泰二          | 石動仁 神田岳 ごとうじゅんじ 斉藤香織 櫻井拓郎 清水勝祐 中島美子 渡辺はるか                                                                                        | 吉川真帆          |
| #3   | 臨界点の彼方に         | 清水恵     | 西島克彦                  | 黒田幸生 曽根利幸 | たかおかきいち 服部憲知 森悦史 大高雄太 津熊健徳 糸島雅彦 古池ゆかり 齋藤佳子                                                                                      | 吉川真帆          |
| #4   | 鎖城に集う、乙女と乙女 | 伊神貴世   | 北村淳一 東出太           | 北村淳一          | 吉川真帆 齊藤佳子 細田沙織 前田義宏 入江崇 中島美子 小林雅和 北村淳一                                                                                              | 吉川真帆          |
| #5   | 黄金の姫と、白銀の姫   | 伊神貴世   | 東出太                    | 東出太            | 東出太 | 吉川真帆 齊藤佳子 |
| #6   | 灰色の魔女             | 待田堂子   | 西村純二                  | サドハラタケユキ  | 永井泰平 野上慎也 邱明哲 徳川恵梨 那須野文 清水恵蔵 安斎佳恵 たかおかきいち 大高雄太 齋藤佳子 岡田由起子 谷津美弥子                                                | 吉川真帆          |
| #7   | 上も下も標はなく       | 朱白あおい | ワタナベシンイチ 相浦和也 | 神谷望夢          | サクシット・プロミー たかおかきいち 岡田由起子 大高雄太 太田悌記                                                                                                   | -                 |
| #8   | ある骸骨の遺言         | 朱白あおい | ワタナベシンイチ 相浦和也 | 橋本直人          | 前田義宏 糸島雅彦 細田沙織 大高雄太 たかおかきいち 齊藤佳子 岡田由起子 谷津美弥子 MABUS ANIMATION STUDIO Kim Suho Lee Seongjae                                     | 齊藤佳子          |
| #9   | 悠久の契約             | 朱白あおい | ワタナベシンイチ 相浦和也 | 加藤峻一          | たかおかきいち 岡田由起子 谷津美弥子 花輪美幸 久高司郎 太田悌記 中島美子 川本由記子 松下純子 大高雄太 アニメアール 西川真人 Defa Seven Seas Mabus animation studio | 齊藤佳子          |
| #10  | 迷宮図書館             | 福田裕子   | 島津裕行                  | 曽根利幸          | 齊藤佳子 細田沙織 服部憲知 吉川真帆 たかおかきいち 岡田由起子 | 齊藤佳子          |
| #11  | 死神の使いたち         | 清水恵     | 西田正義 相浦和也         | 前屋俊広          | 野上慎也 永井泰平 鈴木伸一 安斎佳恵 徳川恵梨 桜井木ノ実 山本径子 蕭宇庭                                                                                            | 谷津美弥子        |
| #12  | 暗殺教師の矜持         | 赤尾でこ   | 相浦和也                  | ミコモマサコ      | 齊藤佳子 細田沙織 太田悌記 前田義宏 岡田由起子 たかおかきいち 鈴木光                                                                                               | 齊藤佳子          |

### 放送局
| 放送期間                  | 放送時間                     | 放送局     | 対象地域 | 備考                                            |
| ------------------------- | ---------------------------- | ---------- | -------- | ----------------------------------------------- |
| 2019年10月10日 - 12月26日 | 木曜 23:30 - 金曜 0:00       | AT-X       | 日本全域 | 製作参加 / CS放送 / リピート放送あり            |
| 2019年10月11日 - 12月27日 | 金曜 0:00 - 0:30（木曜深夜） | TOKYO MX   | 東京都   | 製作参加                                        |
|                           | 金曜 0:30 - 1:00（木曜深夜） | サンテレビ | 兵庫県   |                                                 |
|                           | 金曜 1:00 - 1:30（木曜深夜） | BS日テレ   | 日本全域 | 製作参加 / BS/BS4K放送 / 『アニメにむちゅ〜』枠 |

日本ではU-NEXTにて地上波同時・独占配信、日本国外ではbilibili、ANIPLUS Asia、HIDIVE、Crunchyrollにて配信された。

### BD
| 巻 | 発売日         | 収録話         | 規格品番   |
| -- | -------------- | -------------- | ---------- |
| 1  | 2019年12月20日 | 第1話 - 第4話  | EYXA-12745 |
| 2  | 2020年2月28日  | 第5話 - 第8話  | EYXA-12746 |
| 3  | 2020年3月27日  | 第9話 - 第12話 | EYXA-12747 |

### Webラジオ
クーファ＝ヴァンピール役の小野友樹とメリダ＝アンジェル役の楠木ともりによるWebラジオ『アサシンズプラジオ』が、HiBiKi Radio Stationにて2019年10月10日にプレ配信後、10月11日から翌年1月11日まで原則隔週金曜に配信された。
ゲスト
- 第3回 - 石川由依
- 第5回 - 薮内満里奈